# NGC 1127
NGC 1127 este o galaxie situată în constelația Berbecul. A fost descoperită în 2 decembrie 1863 de către Albert Marth.